# Aponuphis willsiei
Aponuphis willsiei is een borstelworm uit de familie Onuphidae. Het lichaam van de worm bestaat uit een kop, een cilindrisch, gesegmenteerd lichaam en een staartstukje. De kop bestaat uit een prostomium (gedeelte voor de mondopening) en een peristomium (gedeelte rond de mond) en draagt gepaarde aanhangsels (palpen, antennen en cirri).
Aponuphis willsiei werd in 1995 voor het eerst wetenschappelijk beschreven door Cantone & Bellan.